# Dave Navarro
David Michael Navarro (Santa Mónica, 7 de Junho de 1967) é um guitarrista americano, integrante do Jane's Addiction e ex-integrante do Red Hot Chili Peppers.
Atualmente, seus principais projetos são Don't Try This At Home, E Camp Freddy.
Entre os projetos anteriores de David, estão: South Dakota Railroad, Dizastre, Jane's Addiction (2/1986 até 26 de setembro de 1991; 18 de outubro de 1997; 26 de abril de 2001 até 2004), Deconstruction (1991 até 1993), Red Hot Chili Peppers (1993 até 1997), Honeymoon Stitch (1995), Ruined Eye (1996) e Nancy Raygun (1999).

## Biografia
Com seu carisma e domínio das seis cordas da guitarra, fundiu perfeitamente o heavy metal, a psicodelia e o rock moderno. Dave Navarro se tornou um dos primeiros monstros da guitarra dentro da cena alternativa.
Nascido em 7 de junho de 1967, na Califórnia, Navarro foi totalmente contagiado pela magia da guitarra enquanto adolescente, graças a descoberta da música do incomparável Jimi Hendrix. Dave estudou uma grande variedade de estilos musicais.
Com 15 anos, depois de seus pais se divorciarem, a mãe do Dave, Constance Hopkins, foi morta por um tiro, junto com sua tia, por um ex-namorado (da mãe de Dave). Dave, provavelmente, também teria sido assassinado se seu pai não o tivesse convidado para passar a noite na casa dele. Dave escreveu um livro sobre esse fato da sua vida, chamado "Don't try this at Home."

### "Don't Try This At Home."
Além de tocar sem compromisso com os amigos, Dave Navarro tem ocupado seu tempo livre pós-fim do Jane’s Addiction com a divulgação de seu livro, "Don’t Try This At Home" (Não Tente Fazer Isso em Casa).
No livro, o guitarrista cita sua passagem pelo Red Hot Chili Peppers nos anos 1990, além do casamento com a atriz Carmen Electra, sobre o Jane’s Addiction, e, o aspecto do texto que ele tratou com mais cuidado, o seu envolvimento com drogas pesadas, das quais afirma que já se livrou.
Ele explica o porquê: 
"é difícil tocar no assunto, mas eu acho que ultimamente eu tenho pintado uma imagem do abuso de drogas que não é glamourosa, não é divertida, não é recomendável… Ultimamente eu passo essa imagem porque estou muito bem e percebi que temos isso na bagagem e isso é uma boa mensagem, uma mensagem de esperança sobre tocar a vida e encontrar a felicidade".

### Jane's Addiction
Dave entrou no Jane's Addiction em Fevereiro de 1986, quando a banda estava em busca de um guitarrista. Foi o baterista Stephen Perkins que nomeou o Dave, por eles terem participado de uma banda "speed-metal" no colégio, chamada "Dizastre". Seu primeiro show com o J.A. foi em "Be Live in Los Angeles", em 21 de março de 1986. Enquanto no Jane's, Dave se conecta com o vocalista, Perry Farrell, através da trilha do Ritual De Lo Habitual, "Then She Did…," desde que Perry, igualmente jovem, também tinha perdido a mãe.
Eles se reuniram para tocar rock n'roll influenciado pelo hardcore, metal, funk e até jazz, uma criatividade que era embalada ainda pelas letras de Farrel, que iam da ironia ao enigmático. O grupo começou a fazer pequenos shows na região e rapidamente chamou a atenção. Os fãs aumentavam a cada apresentação e as gravadoras faziam marcação cerrada ao grupo.
Eles preferiram lançar o primeiro disco com um pequeno selo chamado Triple XXX. Jane’s Addiction foi gravado ao vivo em um show no Roxy, em Los Angeles e os destaques foram "Pigs in Zen" e "Jane Says", além de um cover de "Sympathy for the Devil", dos Rolling Stones. Finalmente uma gravadora de peso, a Warner, conseguiu fechar um contrato com o Jane’s Addiction. Em 1988, foi lançado Nothing´s Shocking, que gerou polêmica ao trazer nudez na capa do disco - o que ajudou a permanência do trabalho por 35 semanas nas paradas musicais.
O sucesso continuou com a música "Been Caught Stealing", que fazia parte do terceiro disco, Ritual de lo Habitual, lançado em 1990. Mas, com o Jane’s Addicton não foi diferente de qualquer outra banda de sucesso meteórico, onde os problemas aparecem quando o sucesso é maior. Farrel se desdobrava para participar da turnê e dar conta da organização do festival de rock itinerante Lollapalooza. Além disso, o grupo enfrentava problemas com drogas (Dave com a heroína) e os conflitos entre Navarro e Farrel ficaram insuportáveis. Após uma turnê explosiva, em 1991, o grupo anunciou o fim, mas o Jane´s Addiction já era considerado o precursor da cena musical underground, que viria a abrir espaço para Smashing Pumpkins, Pearl Jam, entre outros.

### Após o Jane's e Red Hot Chili Peppers
Dave (já limpo das drogas) saiu com o Eric, e começou uma nova banda, Deconstruction, que durou apenas um álbum. Ele foi convidado para entrar no Red Hot Chili Peppers, onde sua primeira apresentação com o grupo, foi na edição de 1994 do Woodstock. Em 1995, ele gravou o disco "One Hot Minute" e teve uma das maiores polêmicas de sua vida.
Ele ficou no Red Hot Chili Peppers por 4 anos, até o ponto em que disse que não estava trabalhando mais, e que só entrou na banda por dinheiro. Nesse tempo, ele já havia feito um novo material com o baterista, Chad Smith, com o nome de Spread (futuramente "Trust No One").

### Spread, Trust No One
Um pouco antes da sua saída do Chili Peppers, Dave teve um tempo com o Flea para fazer uma turnê com o Jane's Addiction, "It’z My Party". Esta turnê, demorou apenas um mês e meio. Depois de terminar a turnê, Dave decidiu sair do Red Hot, e trabalhou no seu cd solo, Spread, que ele acabou chamando de "Trust No One". Ele seguiu na estrada, em digressão, com o guitarrista Dave Kushner (atual Velvet Revolver), com o baixista Miiko Watanabe e Angel Roche como baterista até o fim de Agosto de 2001.

### O retorno do Jane's Addiction
Em 2001, Dave retornou para o Jane's Addiction, desta vez com Martyn LeNoble no Baixo, para a turnê altamente antecipada Jubile. Esta reunião resultou em outro álbum para o Jane's, mas agora com o novo baixista, Chris Chaney, intitulado Strays, lançado em Julho de 2003. "Para fazer ‘Strays’, nós basicamente nos juntamos, ficamos no estúdio por nove meses e compusemos tudo lá. Essa é uma maneira cara e árdua de se fazer um disco", diz Dave.
Assim se tornaram a atração principal do Lollapalooza 2003. Logo após o Lolla, eles fizeram uma turnê internacional incluindo o show dos últimos minutos, que se chamou Flashmobs. "Strays" foi certificado como disco de ouro pela Associação da Indústria Fonográfica dos EUA (RIAA). Isso significa que 500 mil pessoas compraram cópias do disco desde que ele foi lançado no país, em 22 de julho de 2003, e também, conseguiu colocar o disco direto em primeiro lugar do ranking de álbuns alternativos da revista Billboard.

### Indo para o Camp
Em 2002, Dave se juntou com um grupo de músicos, incluindo Matt Sorum (Guns N' Roses & Velvet Revolver), Billy Morrison (The Cult), Donovan Leitch (Nancy Boy), e Scott Ford, com o nome de Camp Freddy. Nos seus shows, aparecem convidados diversos, de diferentes tipos de músicas. A formação atual, inclui Chris Chaney no lugar de Scott Ford, e estão trabalhando no álbum que seria lançado através do website em 2004, mas no momento só fazem shows de covers.

### Reality Show: 'Til Death Do Us Part: Carmen & Dave
Seu casamento com a atriz Carmen Electra foi documentado na MTV americana, no programa 'Til Death Do Us Part: Carmen & Dave, onde mostrava em capítulos, os dias, semanas e meses que antecipavam o casamento, mostrando ensaios, vida pessoal e finalmente o grande dia.

### O retorno do 6767
Depois da separação do Jane's Addiction, o site pessoal do Dave, [www.6767.com] voltou para interagir com os novos fãs do The Panic Channel com Stephen Perkins e Chris Chaney (ambos ex- J.A.), e Steve Isaacs.

### Novo reality show: Rock Star INXS
Em 2005, Dave Navarro e a apresentadora de TV americana Brooke Burke comandaram o reality show da rede americana CBS, Rock Star: INXS, produzido por Mark Burnett. No início, ele foi uma espécie de "Big Brother" do Rock: 15 concorrentes moraram juntos em uma casa em Hollywood, onde passaram por diversas provas que testaram seu carisma e talento. O vencedor foi o novo vocalista do INXS.

### The Panic Channel
Dave com Stephen Perkins, Chris Chaney (todos ex-JA) e Steve Isaacs formaram o TPC. The Panic Channel. Eles lançaram o álbum (ONe) em 15 de agosto de 2006, fizeram uma turnê. Porém, em 2007, o Steve saiu da banda.

### Rock Star: Supernova
Novamente, Dave Navarro e a apresentadora de TV americana Brooke Burke, comandam o reality show da rede americana CBS, Rock Star.
Só que agora, é o Supernova, banda do baterista do Mötley Crüe, Tommy Lee, do baixista do Metallica, Jason Newsted e do ex-guitarrista do Guns N' Roses, Gilby Clarke. Eles escolheram o seu vocalista e novamente 15 concorrentes moraram juntos numa casa em Hollywood, onde passaram por diversas provas que testaram seu carisma e talento. O vencedor, "eleito" no dia 13 de setembro de 2006, foi Lukas Rossi.

### Separação
Em 17 de julho de 2006, Navarro e Carmen Electra, anunciaram, na Star Magazine, o divórcio.

### Vida Pessoal
Dave Navarro foi casado 3 vezes, além da Carmen Electra, união que foi concretizada em 2003 e terminada em 2006, Navarro se casou em uma cerimonia pagã com Tanja Goddard em 1990, quando Navarro tinha 23 anos de idade. Em 1995, o 2º casamento com Rhian Gittins. Logo após o seu 3º casamento ter chegado totalmente ao fim, Navarro se envolveu com o grande nome do cinema pornô Jenna Jameson e já foi visto várias vezes saindo de festas com a modelo Nicole Benneth. Atualmente, Dave namora uma comentarista americana, Andrea Tantaros.

## Discografia

### Jane's Addiction
- Estúdio
  - Nothing's Shocking (1988)
  - Ritual de lo Habitual (1990)
  - Strays (2003)
  - The Great Escape Artist (2011)
- Outros
  - Jane's Addiction (live at the Roxy in Los Angeles, CA January 26, 1987) 1987
  - Live and Rare (Japan release of rare and live tracks) 1991
  - Kettle Whistle (a compilation that included new songs,live tracks and old rarities) 1997
  - Live '86: The First Recording [LIVE] (recording of the first Jane's Addiction show) 1997
- Singles & EP
  - Mountain Song (Single - UK release)
  - The Shocking E.P. (EP - UK release)
  - Three Days/Stop! (single)
  - Been Caught Stealing (single)
  - Classic Girl (single)
  - Just Because (single)
  - True Nature (single)

### Deconstruction
- Estúdio
  - Deconstruction 1994
- Singles & EP
  - L.A. Song promo (single)

### Red Hot Chili Peppers
- One Hot Minute 1995
- Warped (EP)
- My Friends (EP - UK release)
- Aeroplane (EP)
- Love Rollercoaster (EP)
- Shallow Be Thy Game (EP - Australian release)
- Coffee Shop (EP - German release)

### Solo
- Rhimorse (EP - never released) 1995
- Trust No One 2001
- Rexall (EP - UK/Australia release)
- Trust No One (promo sampler EP)
- Rexall (EP)

## Televisão

### Ink Master
Dave Navarro é apresentador do programa de televisão norte americano Ink Master  desde de 2012.